# Монтале (Модена)
Монтале (итал. Montale Rangone) је насеље у Италији у округу Модена, региону Емилија-Ромања.
Према процени из 2011. у насељу је живело 4075 становника. Насеље се налази на надморској висини од 67 м.